# Ephedra likiangensis
Ephedra likiangensis är en kärlväxtart som beskrevs av Carl Rudolf Florin. Ephedra likiangensis ingår i släktet efedraväxter, och familjen Ephedraceae.

## Underarter
Arten delas in i följande underarter:
- E. l. likiangensis
- E. l. mairei